# Taro Aso
Taro Aso (麻生太郎 Asō Tarō?), född 20 september 1940 i Iizuka, Fukuoka prefektur, är en japansk politiker. Han var Japans premiärminister mellan 24 september 2008 och 16 september 2009. Taro efterträdde den 22 september 2008 Yasuo Fukuda som partiledare för liberaldemokratiska partiet (LDP), och valdes två dagar senare av underhuset till premiärminister.
Han är Japans vice premiärminister och finansminister sedan den 26 december 2012.

## Biografi
Aso föddes i en familj med många band till den politiska sfären. Hans far stod den tidigare premiärministern Kakuei Tanaka nära, och hans mor var dotter till en annan premiärminister, Shigeru Yoshida. Taro Aso själv är ättling i rakt nedstigande led till Okubo Toshimichi, en av hjärnorna bakom Meijirestaurationen. Han är numera gift med en dotter till tidigare premiärministern Zenko Suzuki.
Aso har studerat vid Gakushuin-universitetet i Japan och under en tid vid Stanford University i USA samt vid  London School of Economics. 1966 inledde han en karriär i faderns gruvföretag, och han kom bland annat att arbeta med diamantutvinning i Sierra Leone.
1976 deltog han i de olympiska sommarspelen i Montréal i lerduveskytte.

## Politik
Aso har suttit i underhuset sedan 1979, under sammanlagt nio mandatperioder. Han var inrikesminister (minister för offentlig administration, inrikesfrågor, post och telekommunikation) i Junichiro Koizumis regering från 22 september 2003 till 10 september 2004. Han var därefter utrikesminister från 21 oktober 2005 till 27 augusti 2007 i Koizumis och Shinzo Abes regeringar.
Efter Yasuo Fukudas avgång i september 2008 valdes han till ny partiledare med 351 röster, mot konkurrenterna Kaoru Yosano och Yuriko Koikes 66 respektive 46. Underhuset valde honom till ny premiärminister den 24 september, samtidigt som (det underordnade) överhuset röstade för Ichiro Ozawa.
Efter svåra motgångar för LDP i lokalvalet i Tokyo utlyste Aso nyval till parlamentet som hölls 30 augusti 2009. Valet innebar en kraftig motgång för LDP, efter 54 år av närmast kontinuerligt regeringsinnehav, och stora framgångar för Demokratiska partiet. Aso lämnade posten som partiledare efter valet och efterträddes som premiärminister av Yukio Hatoyama från Demokratiska partiet.
Aso anses vara en av de mest konservativa av de tongivande politikerna inom LDP.